# Miconia summa
Miconia summa är en tvåhjärtbladig växtart som beskrevs av José Cuatrecasas. Miconia summa ingår i släktet Miconia och familjen Melastomataceae. Inga underarter finns listade i Catalogue of Life.